# Rawil Chalikow
Rawił Zakarijewicz Chalikow (ros. Равиль Закариевич Халиков, ukr. Равіль Закарійович Халiков; ur. 23 lutego 1969 w Biełozierju w Mordowii) – rosyjski prokurator, wojskowy i ekonomista, profesor nauk ekonomicznych, w 2014 prokurator generalny, następnie od 2014 do 2017 pierwszy wicepremier nieuznawanej międzynarodowo Donieckiej Republiki Ludowej.

## Życiorys
Pochodzi z Mordowii. W 1987 ukończył technikum ze specjalnością ubezpieczeniową. Następnie odbył służbę wojskową. W 1994 ukończył studia prawnicze w Mordińskim Uniwersytecie Państwowym im. N.P. Ogariowa, następnie pracował w prokuraturze w Mordowii. W 1997 przeszedł do pracy w Moskwie, gdzie początkowo zajmował się sprawami dotyczącymi transportu, a od 2001 – ochroną własności lokalnej administracji. W 2001 ukończył dodatkowe studia z zakresu administracji publicznej, specjalizując się w podatkach i finansach. W 2006 uzyskał tytuł kandydata nauk ekonomicznych, zaś w 2012 – profesora. Wykładał w Wyższej Szkole Ekonomii w Moskwie. Służył też jako prokurator i żołnierz na frontach, m.in. w Afganistanie i Czeczenii, gdzie dowodził grupą spadochroniarzy. Dosłużył się stopnia majora, odznaczono go m.in. Orderem Męstwa za udział w II wojnie czeczeńskiej. Został członkiem partii Jedna Rosja.
W 2014 zaangażował się w wystąpienia separatystów w Donbasie i na Krymie, gdzie dowodził specjalnym plutonem. 23 maja 2014 został prokuratorem generalnym Donieckiej Republiki Ludowej i w pierwszym dniu urzędowania objął postępowaniem Rinata Achmetowa. 23 września 2014 przeszedł na stanowisko pierwszego wicepremiera DNR, odpowiedzialnego za bezpieczeństwo (otrzymał wówczas także nominację generalską). 29 listopada 2014 został objęty sankcją zakazu wjazdu na teren Unii Europejskiej, później także do Kanady i Australii. Zakończył pełnienie funkcji wicepremiera przed kwietniem 2017 roku. Wyjechał następnie do Moskwy, gdzie we wrześniu 2017 rozpoczął pracę jako asystent szefa Komitetu Śledczego Federacji Rosyjskiej.

## Życie prywatne
Posiada czarny pas i 1 dan w taekwondo. Został wiceprezydentem Wszechrosyjskiej Federacji Taekwondo, a także stowarzyszenia Mordwinów mieszkających w Moskwie. Zna język tatarski i niemiecki. Jest żonaty, ma trzy córki.